# Boundéri
Boundéri (anciennement Walodjé ou Oualodjé) est à la fois un village et un canton de la commune de Mora, située dans la région de l'Extrême-Nord et le département du Mayo-Sava.

## Géographie
Boundéri se situe à l'extrême nord du département, à proximité de la frontière avec le Nigeria et non loin du parc national de Waza.
Il fait partie des principales zones inondables de la commune de Mora.

## Population
EN 1967, la population du village seul de Boundéri était estimée à 338 habitants.
Lors du recensement de 2005, le canton comptait 3 247 habitants, dont 360 pour le village de Boundéri Centre (181 hommes et 179 femmes).

## Structure administrative du canton
Outre Boundéri proprement dit, le canton comprend les villages suivants:
- Abudja
- Adori
- Bladeri Bardjock
- Bladine Moussa
- Gamalari
- Garnak Mahamat
- Kangaroua
- Kolo Salé
- Mbla Mbadi
- Moussa Deri
- Nira
- Ougne
- Tagawa
- Touski

## Économie
Un marché se tient chaque mardi. on compte aussi un marché d'arachides.
Parmi les ressources économiques recensées par le Plan communal de développement de Mora, on compte la paille et les anguilles.
Le canton de Boundéri n'est pas encore électrifié.

## Ethnies et langues
Dans la première moitié du XXe siècle, la région de Boundéri était traversée par des éleveurs nomades Foulbé qui descendaient vers les plaines guiziga.
En 1984, J. Boutrais note que l'on trouve sur le canton de Boundéri des populations Bornouan – c'est-à-dire Kanouri – et arabes Choa.
En 2000, l'ouvrage Atlas de la province Extrême-Nord Cameroun note la présence d'une population Kanuri.
La langue arabe domine dans le canton.

## Boko Haram
Boundéri est touché le 15 septembre 2017 par une attaque de Boko Haram : un soldat et deux membres du comité de vigilance de Boundéri trouvent la mort dans l'explosion d'une mine anti-personnelle.